# Nawira Sevens Femenino 2008
El Nawira Sevens Femenino (North America and West Indies Rugby Association) de 2008 fue la cuarta edición del torneo femenino de rugby 7 de la confederación norteamericana.
Se disputó el 25 y el 26 de octubre en la ciudad Nasáu de Bahamas.

## Posiciones

### Grupo A
| Equipo            | Encuentros | Encuentros | Encuentros | Encuentros | Tantos  | Tantos    | Tantos     | Puntos |
| Equipo            | jugados    | ganados    | empatados  | perdidos   | a favor | en contra | diferencia | Puntos |
| ----------------- | ---------- | ---------- | ---------- | ---------- | ------- | --------- | ---------- | ------ |
| Estados Unidos    | 3          | 3          | 0          | 0          | 142     | 0         | +142       | 9      |
| Trinidad y Tobago | 3          | 2          | 0          | 1          | 41      | 52        | -11        | 7      |
| Guyana            | 3          | 1          | 0          | 2          | 41      | 57        | -16        | 5      |
| Bermudas          | 3          | 0          | 0          | 3          | 7       | 122       | -115       | 3      |

### Grupo B
| Equipo       | Encuentros | Encuentros | Encuentros | Encuentros | Tantos  | Tantos    | Tantos     | Puntos |
| Equipo       | jugados    | ganados    | empatados  | perdidos   | a favor | en contra | diferencia | Puntos |
| ------------ | ---------- | ---------- | ---------- | ---------- | ------- | --------- | ---------- | ------ |
| Canadá       | 3          | 3          | 0          | 0          | 139     | 0         | +139       | 9      |
| Jamaica      | 3          | 2          | 0          | 1          | 87      | 29        | +58        | 7      |
| Barbados     | 3          | 1          | 0          | 2          | 10      | 101       | -91        | 5      |
| Islas Caimán | 3          | 0          | 0          | 3          | 5       | 111       | -106       | 3      |

### Copa de oro
|  | Cuartos de final  | Cuartos de final  | Cuartos de final  |                   |                | Semifinales    | Semifinales | Semifinales |        |              | Copa              | Copa              | Copa |  |
|  |                   |                   |                   |                   |                |                |             |             |        |              |                   |                   |      |  |
|  |                   |                   |                   |                   |                |                |             |             |        |              |                   |                   |      |  |
|  | Canadá            | Canadá            | 34                |                   |                |                |             |             |        |              |                   |                   |      |  |
|  | Canadá            | Canadá            | 34                |                   |                |                |             |             |        |              |                   |                   |      |  |
|  | Bermudas          | Bermudas          | 0                 |                   |                |                |             |             |        |              |                   |                   |      |  |
|  | Bermudas          | Bermudas          | 0                 |                   | Canadá         | Canadá         | 41          |             |        |              |                   |                   |      |  |
|  |                   |                   |                   |                   | Canadá         | Canadá         | 41          |             |        |              |                   |                   |      |  |
|  |                   |                   | Trinidad y Tobago | Trinidad y Tobago | 0              |                |             |             |        |              |                   |                   |      |  |
|  | Trinidad y Tobago | Trinidad y Tobago | Trinidad y Tobago | Trinidad y Tobago | 0              | 34             |             |             |        |              |                   |                   |      |  |
|  | Trinidad y Tobago | Trinidad y Tobago |                   |                   |                |                |             |             |        |              |                   |                   |      |  |
|  | Barbados          | Barbados          | 0                 |                   |                |                |             |             |        |              |                   |                   |      |  |
|  | Barbados          | Barbados          | 0                 |                   |                |                |             |             |        | Canadá       | Canadá            | 19                |      |  |
|  |                   |                   |                   |                   |                |                |             |             |        | Canadá       | Canadá            | 19                |      |  |
|  |                   |                   | Estados Unidos    | Estados Unidos    | 14             |                |             |             |        |              |                   |                   |      |  |
|  | Estados Unidos    | Estados Unidos    | Estados Unidos    | Estados Unidos    | 14             | 67             |             |             |        |              |                   |                   |      |  |
|  | Estados Unidos    | Estados Unidos    |                   |                   |                |                |             |             |        |              |                   |                   |      |  |
|  | Islas Caimán      | Islas Caimán      | 0                 |                   |                |                |             |             |        |              |                   |                   |      |  |
|  | Islas Caimán      | Islas Caimán      | 0                 |                   | Estados Unidos | Estados Unidos | 59          |             |        | Tercer lugar | Tercer lugar      | Tercer lugar      |      |  |
|  |                   |                   |                   |                   | Estados Unidos | Estados Unidos | 59          |             |        | Tercer lugar | Tercer lugar      | Tercer lugar      |      |  |
|  |                   |                   | Guyana            | Guyana            | 0              |                |             |             |        |              |                   |                   |      |  |
|  | Guyana            | Guyana            | Guyana            | Guyana            | 0              | 12             |             |             | Guyana | Guyana       | 15                |                   |      |  |
|  | Guyana            | Guyana            |                   |                   |                |                |             |             | Guyana | Guyana       | 15                |                   |      |  |
|  | Jamaica           | Jamaica           | 0                 |                   |                |                |             |             |        |              | Trinidad y Tobago | Trinidad y Tobago | 5    |  |
|  | Jamaica           | Jamaica           | 0                 |                   |                |                |             |             |        |              | Trinidad y Tobago | Trinidad y Tobago | 5    |  |
|  |                   |                   |                   |                   |                |                |             |             |        |              |                   |                   |      |  |

| Bandera de Canadá |
| Campeón Canadá    |
| 2.do título       |